# ويليام جونيور ساليس دي ليما سوزا
ويليام جونيور ساليس دي ليما سوزا (بالبرتغالية: William Júnior Salles de Lima Souza‏) المعروف باسم ويليام (ولد في 14 مايو 1983 في رولانديا، بارانا) لاعب كرة قدم برازيلي يلعب كمهاجم في بورتوغيزا.

## المسيرة الرياضية
تشمل أنديته السابقة سانتوس في البرازيل وأولسان هيونداي وبوسان بارك في كوريا الجنوبية.

## الإنجازات
- سانتوس
  - الدرجة الأولى (1): 2004
- غريميو
  - بطولة غوتشو (1): 2010
- سيارا
  - كأس شمال شرق (1): 2015